# Język tetum
Język tetum (lia-tetun, tetun) – język austronezyjski używany głównie w Timorze Wschodnim, gdzie wraz z portugalskim jest objęty statusem języka urzędowego. Szacunkowo posługiwać się nim może ok. 750–800 tys. osób. Jest używany także w Indonezji (szczególnie w indonezyjskiej części wyspy Timor – Timorze Zachodnim).
Tetum dzieli się na cztery główne dialekty: Tetun-Dili lub Tetun-Prasa, którym posługuje się ludność zamieszkująca Dili i okolice, Tetun-Terik, którym posługuje się ludność południowo-wschodniej części Timoru Wschodniego, Tetun-Belu, którym posługuje się ludność zamieszkująca tereny od cieśniny Ombai po morze Timor, oraz Nana’ek, którym posługuje się ludność Metinaro. W dialekcie Tetun-Dili szczególnie mocno są zaznaczone wpływy języka portugalskiego. Dialekt ten jest zrozumiały na całym terytorium Timoru Wschodniego – pełni funkcję krajowej lingua franca. W powszechnym użyciu jest także język indonezyjski, który ma status języka roboczego.
Odmiana Tetun-Dili charakteryzuje się silnymi wpływami fonologii, morfosyntaktyki i leksyki portugalskiej, co decyduje o jej „hybrydowym” charakterze. Portugalski jest źródłem słownictwa związanego z wyższymi domenami komunikacji. Istnieje też warstwa historycznych pożyczek malajskich. Dodatkowo od 1975 r. tetum w Timorze Wschodnim znajdował się pod wpływem języka indonezyjskiego. Forma tetum wywodzi się z języka portugalskiego (oryg. tetun, tettun).
Odmiana Tetun-Dili bywa rozpatrywana jako odrębny język kreolski. Niemniej nie chodzi o język kreolski w tradycyjnym znaczeniu tego terminu (nie odnotowano, by przeszedł etap pidżynu); według jednej z propozycji trafniej jest klasyfikować Tetun-Dili jako język mieszany.
Regulacją tetum zajmuje się Narodowy Instytut Językoznawstwa (zał. 2001; port. Instituto Nacional de Linguística, tetum Institutu Nasionál Linguístika nian). Kościół katolicki przyjął tetum jako język liturgiczny.

## Fonologia
W taki oto sposób przedstawia się zasób samogłoskowy języka tetum:
|             | przednie | centralne | tylne |
| ----------- | -------- | --------- | ----- |
| przymknięte | i        |           | u     |
| średnie     | e        |           | o     |
| otwarte     |          | ä         |       |

W języku tetum /a/ /i/ oraz /u/ wymawia się stosunkowo niezmiennie, natomiast na wymowę /e/ i /o/ mają wpływ głoski, którymi są otoczone. Przykładowo ich dźwięk jest nieco wyższy, kiedy w następnej sylabie znajdują się głoski /u/ lub /i/.

## Gramatyka
Tetum nie jest językiem fleksyjnym, czym odróżnia się np. od wielu języków indoeuropejskich. W gramatyce tetum występuje jednak szereg reguł zapożyczonych bezpośrednio z języka portugalskiego.

## Słownictwo
Tetum jest językiem malajsko-polinezyjskim, co powoduje, że jego podstawowe słownictwo wywodzi się właśnie ze rdzeni austronezyjskich. Jednak w ciągu wieków tetum przejął bardzo wiele słów z języka portugalskiego, np.:
- aprende – uczyć się (od aprender);
- eskola – szkoła (od escola);
- istoria – historia (od historia);
- paun – chleb (od pão)[11].